# VT220

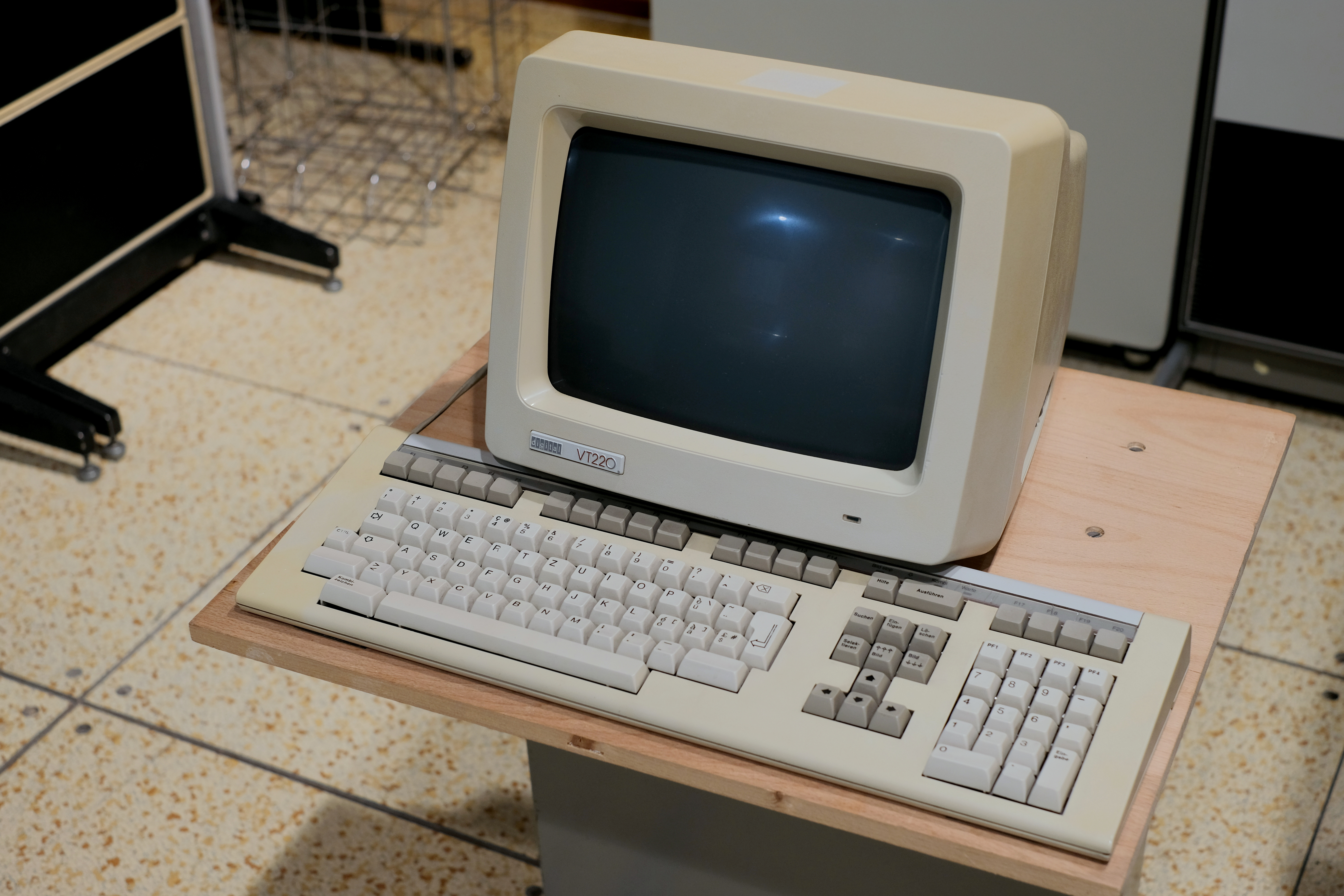
VT220

De VT220 is een CRT-gebaseerde computerterminal die in november 1983 door Digital Equipment Corporation (DEC) werd geïntroduceerd. De VT200-serie verving de succesvolle VT100-serie en bood meer functionaliteit in een veel kleinere behuizing met een compacter en lichter toetsenbord. De VT220 had een aantal internationale karaktersets en voorzag de mogelijkheid om nieuwe karaktersets te definiëren. De VT240 voegde ondersteuning voor monochrome vectorafbeeldingen toe, de VT241 deed hetzelfde in kleur.
De VT200-serie werd in 1987 opgevolgd door de goedkopere VT300-serie. Tegen die tijd had DEC meer dan een miljoen VT220's verkocht.